# Tratado de Poncho Verde

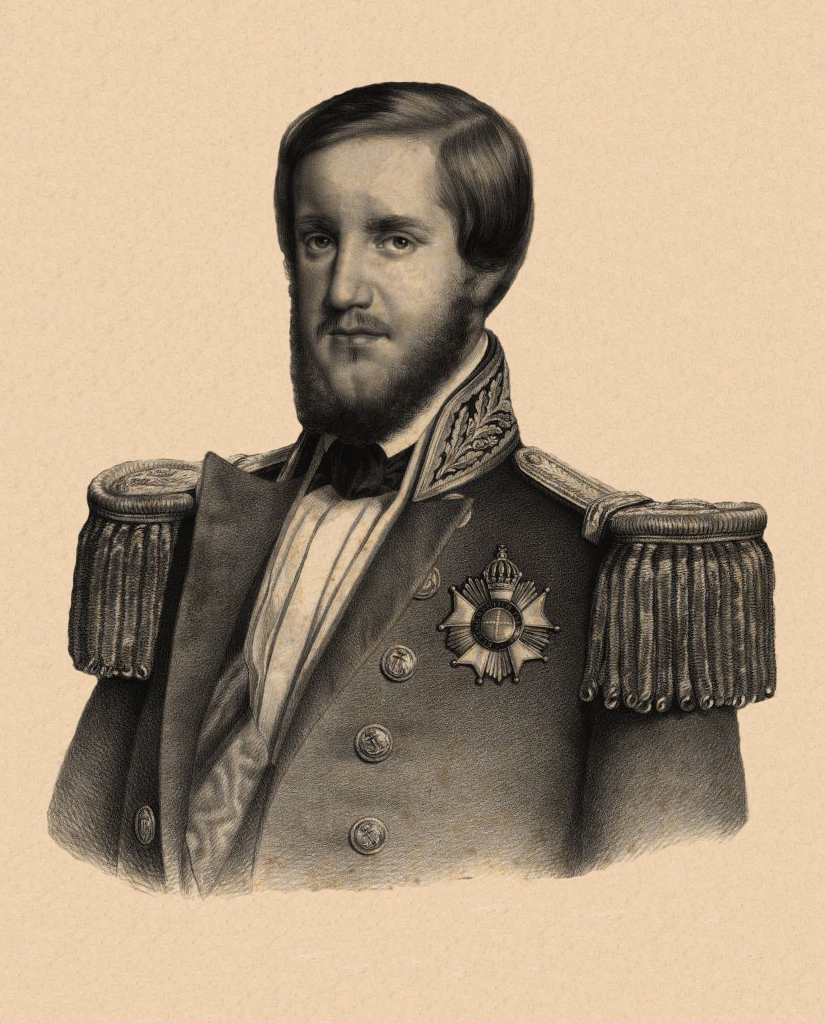
D. Pedro II

O Tratado de Poncho Verde, Convenção de Poncho Verde ou Paz de Poncho Verde foi um acordo que pôs fim à Revolução Farroupilha, voltando o território litigante a fazer parte do Império do Brasil, de D. Pedro II. É aceita como data de sua assinatura o dia 1.º de março de 1845, quando foi anunciada a paz. Ponche Verde ou Poncho Verde é uma região assim denominada pelas suas verdes campinas, ótimas para o pastoreio de gado; hoje o lugar tem como sede o município de Dom Pedrito, no estado do Rio Grande do Sul.

## Decreto Imperial: Instruções Reservadas
Em 18 de dezembro de 1844, D. Pedro II elaborou um decreto, de conteúdo reservado, dispondo sobre as condições de paz. Estas condições poderiam ser adaptadas pelo Barão de Caxias nas negociações.
Artigo 2°: Recorrendo à minha imperial clemência aqueles de meus súditos que, iludidos e desvairados, têm sustentado na Província de São Pedro do Rio Grande do Sul uma causa atentatória da Constituição Política do Estado, dos decretos de minha Imperial Coroa firmados na mesma Constituição e reprovado pela nação inteira; que real e valorosamente se tem empenhado em debelá-la; e não sendo compatível com os sentimentos do meu coração o negar-lhes a paternal proteção a que os ditos meus súditos se acolhem arrependidos: hei por bem conceder a todos, e a cada um deles, plena e absoluta anistia, para que nem judicialmente, nem por outra qualquer maneira, possam ser perseguidos ou de alguma sorte inquietados pelos atos que houverem praticado até a publicação deste decreto nas diversas povoações da Província.

## O documento final: Tratado, Convenção ou Paz de Poncho Verde
Em Poncho Verde, no final de fevereiro de 1845, foram examinados pelos republicanos os termos do documento, já assinado pelo barão de Caxias, intitulado Convenção de paz entre o Brasil e os republicanos. O general David Canabarro, comandante em chefe do exército republicano, investido de poderes para representar a presidência da República, aceitou as condições. Farrapos e imperiais se reuniram no Acampamento Imperial de Carolina, em Ponche Verde, região do atual município de Dom Pedrito, para decretar a pacificação da província. Eram 12 as cláusulas da pacificação. Foram lidas em Ponche Verde no dia 25 de fevereiro, por Antônio Vicente da Fontoura:
Art. 1° - Fica nomeado Presidente da Província o indivíduo que for indicado pelos republicanos.
Art. 2° - Pleno e inteiro esquecimento de todos os atos praticados pelos republicanos durante a luta, sem ser, em nenhum caso, permitida a instauração de processos contra eles, nem mesmo para reivindicação de interesses privados.
Art. 3° - Dar-se-á pronta liberdade a todos os prisioneiros e serão estes, às custas do Governo Imperial, transportados ao seio de suas famílias, inclusive os que estejam como praça no Exército ou na Armada.
Art. 4° - Fica garantida a Dívida Pública, segundo o quadro que dela se apresente, em um prazo preventório.
Art. 5° - Serão revalidados os atos civis das autoridades republicanas, sempre que nestes se observem as leis vigentes.
Art. 6° - Serão revalidados os atos do Vigário Apostólico.
Art. 7° - Está garantida pelo Governo Imperial a liberdade dos escravos que tenham servido nas fileiras republicanas, ou nelas existam.
Art. 8° - Os oficiais republicanos não serão constrangidos a serviço militar algum; e quando, espontaneamente, queiram servir, serão admitidos em seus postos.
Art. 9° - Os soldados republicanos ficam dispensados do recrutamento.
Art. 10° - Só os Generais deixam de ser admitidos em seus postos, porém, em tudo mais, gozarão da imunidade concedida aos oficiais.
Art. 11° - O direito de propriedade é garantido em toda plenitude.
Art. 12° - Ficam perdoados os desertores do Exército Imperial.
(ass.) O Barão de Caxias. (Citação da Revista Militar Brasileira, abril-junho, 1978, vol. CXIII, ano LXIV, pp. 116–117. Apud Henrique Wiederspahn, ob. cit., pp. 11–12). Assinada a paz em Ponche Verde, David Canabarro redigiu uma proclamação em que anunciava o fim da Guerra dos Farrapos. O texto tem a data de 28 de fevereiro de 1845:
"Concidadãos! Competentemente autorizado pelo magistrado civil a quem obedecíamos e na qualidade de comandante-em-chefe, concordando com a unânime vontade de todos os oficiais da força de meu comando, vos declaro que a guerra civil que há mais de nove anos devasta esse belo país está acabada.
Concidadãos! Ao desprender-me do grau que me havia confiado o poder que dirigia a revolução, cumpre-me assegurar-vos que podeis volver tranquilos ao seio de vossas famílias. Vossa segurança individual e vossa propriedade estão garantidas pela palavra sagrada do monarca e o apreço de vossas virtudes confiado ao seu magnânimo coração. União, fraternidade, respeito às leis e eterna gratidão ao ínclito presidente da Província, o ilustríssimo e excelentíssimo barão de Caxias, pelos afanosos esforços na pacificação da Província".

## Questões sobre o Tratado
1. A palavra anistia não consta no documento pois uma nação não pode anistiar outra nação, já que do ponto de vista internacional, estão em pé de igualdade. A anistia pressupõe que uma personalidade está em situação de poder punir a outra e não o faz.
2. O representante da República Rio-Grandense foi David Canabarro. Os principais líderes, criadores e comandantes da república beligerante não estavam presentes no ato da assinatura. O tratado não foi assinado pelo Presidente da República Gomes Jardim. Seu líder máximo, Bento Gonçalves, havia se afastado por motivo de uma enfermidade que o levaria à morte dois anos depois. Há que se salientar, todavia, que o general Canabarro encontrava-se como comandante em chefe das forças republicanas à altura da convenção. O representante do Império do Brasil foi o Barão de Caxias (futuro Duque de Caxias, que havia recebido poderes para tanto através de decreto).
3. Descumprimento: as cláusulas do tratado não foram integralmente cumpridas:[carece de fontes?]

- os farrapos não escolheram seu presidente provincial, e o barão de Caxias, General Luís Alves de Lima e Silva, foi indicado senador do Império;
- não existe documentação que comprove o pagamento de valores de ressarcimento aos líderes republicanos. Porém, Antônio Vicente da Fontoura, anteriormente responsável pelas negociações, ficou encarregado de pagar aos líderes republicanos valores dados pela Coroa. Segundo Fontoura, foram "quatro dias de inferno", onde a cobiça dos Farrapos gerou uma onda de notas frias e uma disputa fervorosa pelo dinheiro.
- não houve a libertação de todos escravos que lutaram no Exército farroupilha, a fim de se evitar a insurgência dos negros pelo resto do império. Alguns foram devolvidos aos seus donos, mediante reivindicação, outros foram levados para o Rio de Janeiro e vendidos a outros senhores. Os que faziam parte do corpo de Lanceiros negros, comandados por Davi Canabarro, foram massacrados na Batalha de Porongos ou Massacre de Porongos. 120 foram mandados incorporar pelo Barão de Caxias aos três Regimentos de Cavalaria de Linha do Exército na província. Posteriormente, o Barão de Caxias recebeu ordens de enviá-los à capital para que a Coroa resolvesse seus destinos.

4. Permaneceram sequelas, inclusive entre as dissidências farroupilhas. É fatual o assassinato (em 1860) de Vicente da Fontoura, que liderava o grupo anti-Bento Gonçalves. Estes antagonismos afloraram novamente na Revolução Federalista de 1893. Tal processo completou-se com a Revolução de 1923 . As correntes rio-grandenses antagônicas uniram-se na ascensão de Getúlio Vargas à presidência da República do Brasil em 1930 (Revolução de 1930).

## Perenidade da República Rio-Grandense
O tratado é objeto de muita discussão. Mas sua invalidade per se e possível inexistência não garantiriam a continuidade física nem política da República Rio-Grandense, pois o território foi plenamente reintegrado ao Império e, posteriormente, à República brasileira.
Entretanto, a República Rio-grandense está simbolicamente perenizada na bandeira e no brasão do estado do Rio Grande do Sul, da mesma forma que outros estados brasileiros mantiveram em seus símbolos cívicos sinais de movimentos emancipadores, como por exemplo Pernambuco, Minas Gerais, Bahia , São Paulo e Paraíba. Por sua vez, a cidade de Porto Alegre mostra em seu brasão o título de Mui Leal e Valerosa que lhe foi conferido por D. Pedro II, pela resistência ao cerco imposto pelos republicanos farroupilhas. No interior do estado desenvolveram-se posteriormente cidades cujos epônimos evocam alguns dos protagonistas da época: Caxias do Sul, Bento Gonçalves, Garibaldi, Farroupilha .

### Evidências do reconhecimento da República Rio-Grandense pelo Uruguai
Acordo de dezembro de 1841 de mútuo auxílio militar feito entre o presidente Rivera do Uruguai e o presidente da República Rio-Grandense Bento Gonçalves:
S.Ex. o sr. presidente da república Riograndense prestará a S.E. o sr. presidente da república Oriental do Uruguái un auxilio de 400 homens de infantería e 200 de cavaleria, todos de linha, para invadirem e ocuparem a provincia de Entre Ríos, depondo sua actual ominosa administração, cujas tropas armadas e equipadas obedeceram, durante a campanha, ás ordens de S. Excia. o sr. presidente da mencionada republica Oriental do Uruguái.
Pacto ou Protocolo de Paysandu entre as Províncias Independentes do Norte Argentino e a República Rio-grandense reconhecida como tal
Pacto ou Protocolo de Paysandú assinado em 14 de outubro de 1842 entre José María Paz, ex-governador de Córdoba e vencedor na Província Independente de Entre Ríos; Juan Pablo López, governador da Província Independente de Santa Fe; Pedro Ferré, governador da Província Independente de Corrientes; e Bento Gonçalves, presidente da República Rio-grandense, em uma coalizão contra Juan Manuel de Rosas.